# Пенафиел
Пенафиел (порт. Penafiel; [pɨnɐfi'ɛɫ]) — город в Португалии, центр одноимённого муниципалитета в составе округа Порту. По старому административному делению входил в провинцию Дору-Литорал. Входит в экономико-статистический субрегион Тамега, который входит в Северный регион. Численность населения — 9,3 тыс. жителей (город), 71,8 тыс. жителей (муниципалитет) на 2001 год. Занимает площадь 212,82 км².
Покровителем города считается Мартин Турский (порт. São Martinho).
Праздник города — 11 ноября.

## Расположение
Город расположен в 28 км на восток от адм. центра округа города Порту.
Муниципалитет граничит:
- на севере — муниципалитет Лозада
- на северо-востоке — муниципалитет Амаранте
- на востоке — муниципалитет Марку-де-Канавезеш
- на юге — муниципалитет Каштелу-де-Пайва
- на западе — муниципалитет Гондомар, Паредеш

## История
Город основан в 1519 году.

## Демография
| Численность населения по годам (1801—2004) | Численность населения по годам (1801—2004) | Численность населения по годам (1801—2004) | Численность населения по годам (1801—2004) | Численность населения по годам (1801—2004) | Численность населения по годам (1801—2004) | Численность населения по годам (1801—2004) | Численность населения по годам (1801—2004) | Численность населения по годам (1801—2004) |
| ------------------------------------------ | ------------------------------------------ | ------------------------------------------ | ------------------------------------------ | ------------------------------------------ | ------------------------------------------ | ------------------------------------------ | ------------------------------------------ | ------------------------------------------ |
| 1801                                       | 1849                                       | 1900                                       | 1930                                       | 1960                                       | 1981                                       | 1991                                       | 2001                                       | 2004                                       |
| 18 576                                     | 26 944                                     | 31 799                                     | 37 496                                     | 49 924                                     | 64 267                                     | 68 444                                     | 71 800                                     | 72 095                                     |

## Состав муниципалитета
В муниципалитет входят следующие районы:
1. Абраган
2. Боэлье
3. Буштелу
4. Кабеса-Санта
5. Канелаш
6. Капела
7. Каштелойнш
8. Крока
9. Дуаш-Игрежаш
10. Эжа
11. Фигейра
12. Фонте-Аркада
13. Галегуш
14. Гильуфе
15. Ириву
16. Лагареш
17. Лузин
18. Марекуш
19. Мильюндуш
20. Новелаш
21. Олдройнш
22. Пасу-де-Соза
23. Пенафьел
24. Перозелу
25. Пиньейру
26. Портела
27. Ранш
28. Риу-Мау
29. Риу-де-Моиньюш
30. Санта-Марта
31. Сантьягу-де-Субаррифана
32. Себолиду
33. Сан-Мамеде-де-Ресезиньюш
34. Сан-Мартинью-де-Ресезиньюш
35. Сан-Мигел-де-Паредеш
36. Урро
37. Валпедре
38. Вила-Кова